# Horistus
Horistus is een geslacht van wantsen uit de familie van de Miridae (Blindwantsen). Het geslacht werd voor het eerst wetenschappelijk beschreven door Franz Xaver Fieber in 1861.

## Soorten
Het genus bevat de volgende soorten:

- Horistus bimaculatus (Jakovlev, 1884)
- Horistus elongatus (Wagner, 1951)
- Horistus infuscatus (Brulle, 1832)
- Horistus orientalis (Gmelin, 1790)
- Horistus turcomanus (Horvath, 1889)